# Kawésqar (folkgrupp)
Kawésqar, även kända som kaweskar, alacalufe, alacaluf eller halakwulup, är ett ursprungsfolk som lever, och har levt, i den chilenska delen av Patagonien, särskilt på Brunswickhalvön och Wellingtonön samt på öarna i den västra delen av Eldslandet; Santa Inésön och Desolaciónön. Deras traditionella språk kallas också kawésqar och är starkt hotat.

Urbefolkningar i södra Patagonien. Kawésqars huvudsakliga områden är markerade med rött.

## Etymologi
Engelsmännen och andra européer som kom till området använde namnet alacaluf eller halakwulup, vilket var den benämning som de östliga grannarna yaghan (även kallade yamana) använde. Yaghan levde i de centrala och södra delarna av Eldslandet. Alacaluf betyder "musselätare" på yaghanspråket. Kawésqar är det namn gruppen själv använder.

## Historik
Det är inte klarlagt när de första människorna kom till södra Patagonien men det troliga är att det skedde för 11 000-12 000 år sedan. Därefter har det kommit nya vågor av invandrande människor. Enligt Junius Bird är de arkeologiska lämningar som återfinns på Eldslandet från kawesqar vilket alltså skulle tyda på att yaghan kom till de områdena efter kawesqar. Kawesqar var under 1800-talet och fram till 1930 uppdelade i huvudsakligen två olika gruppen, en nordlig och en sydlig. Martin Gusinde besökte den sydliga gruppen 1923. 

### Europeiska kontakter
Utifrån de historiska källor som finns från europeiska fartyg som passerat genom området ända sedan Ferdinand Magellan 1520 är det svårt att avgöra vilken folkgrupp som avses. Under århundradena som följde finns flera omnämnanden av möten med lokalbefolkningen i området. Det var inte förrän under 1800-talet som människor utifrån bosatte sig på Eldslandet eller i dess närhet. Missionärer kom till Eldslandet och etablerade missionsstationer på Keppel island, en av Falklandsöarna, och i Ushuaia 1871 genom Thomas Bridges. År 1888 etablerades en missionsstation på Dawson Island för kawesqar och selk´nam.
Robert FitzRoy var kapten på HMS Beagle när detta skepp kom till området 1830. En av skeppets valbåtar blev då stulen av eldsländare. FitzRoy försökte återfinna båten men när han inte lyckades tog han gisslan i ett försök att återfå båten från lokalbefolkningen. Detta lyckades inte och istället förde FitzRoy tre av dessa till Europa. Dessa var York Minster, en äldre kawesqarman, Fuegia Basket, en ung kawesqarflicka, och Jemmy Button, en ung yaghanman. Efter ett år i Storbritannien återvände de till sydligaste Sydamerika med Beagle på den resa där även Charles Darwin deltog.

## Ekonomi
Liksom yaghan var kawésqar ett nomadiskt sjöfarande folk, kallat kanotfolk av vissa antropologer. De tillverkade kanoter som var åtta till nio meter långa och en meter breda, vilka skulle kunna medföra en familj och dess hund samt bohag. De fortsatte att leva som sjöfarande jägar-samlare fram till det tjugonde århundradet, då de flyttades till bosättningar på land. Odling har aldrig varit en del av deras traditionella maritima kultur. Hundarna, vilka användes vid jakt, tycks vara en ganska sen företeelse. Det finns inga spår av dessa i det arkeologiska materialet.

### Kanoter
Enligt olika källor var kanoter tillverkade av bark en tidig kanottyp, helst tillverkade av coigüe-trä. Överlappande bitar av bark syddes ihop med valnervfibrer. Yaghan använde samma typ av barkkanot. En av dessa äldre kanottyper kallades hanef. Den var åtta till nio meter lång och böjd mot en punkt i vardera änden. Man använde små paddlar. Kawésqar antog senare, sannolikt under 1800-talets första hälft, dalcakanoten som ursprungligen uppfanns av det nu utdöda chonafolket och som gjordes av träplankor som syddes ihop med djursenor och sedan tätades med en blandning av lera, mossa och andra växter. Dalkorna användes åtminstone fram till ca 1915. Urholkade trästockskanoter användes inte förrän mycket senare, efter att de metallverktyg som krävs för att göra dem infördes av de tidiga kolonisterna. Oavsett kanottyp hade man i mitten av kanoten alltid en eld, som normalt bestod av långsamt brinnande glöd och som användes för värme och till matlagning.
I möten med de fartyg som färdades genom området under 1800- och tidiga 1900-talen var kawesqar i regel villiga att göra bytesaffärer. Charles Haskins Townsend skriver att de till och med var villiga att byta bort sina barn men att de aldrig var beredda att avstå någon av sina kanoter. De var deras hem.

Kawésqar och kanoter
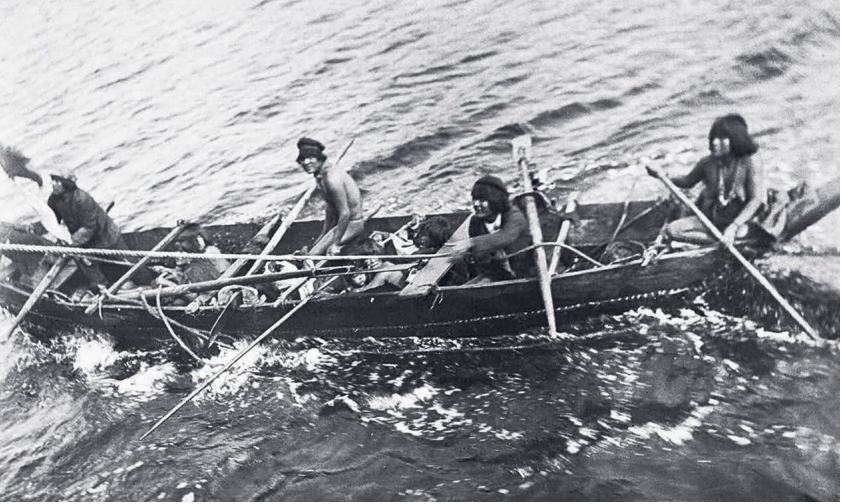
En grupp kawésqar i en dalca. Denna bild togs 1895 från ångaren Bianca av ingenjör Bauer.
Dalca insamlad av Carl Skottsberg. Etnografiska museet, Stockholm.
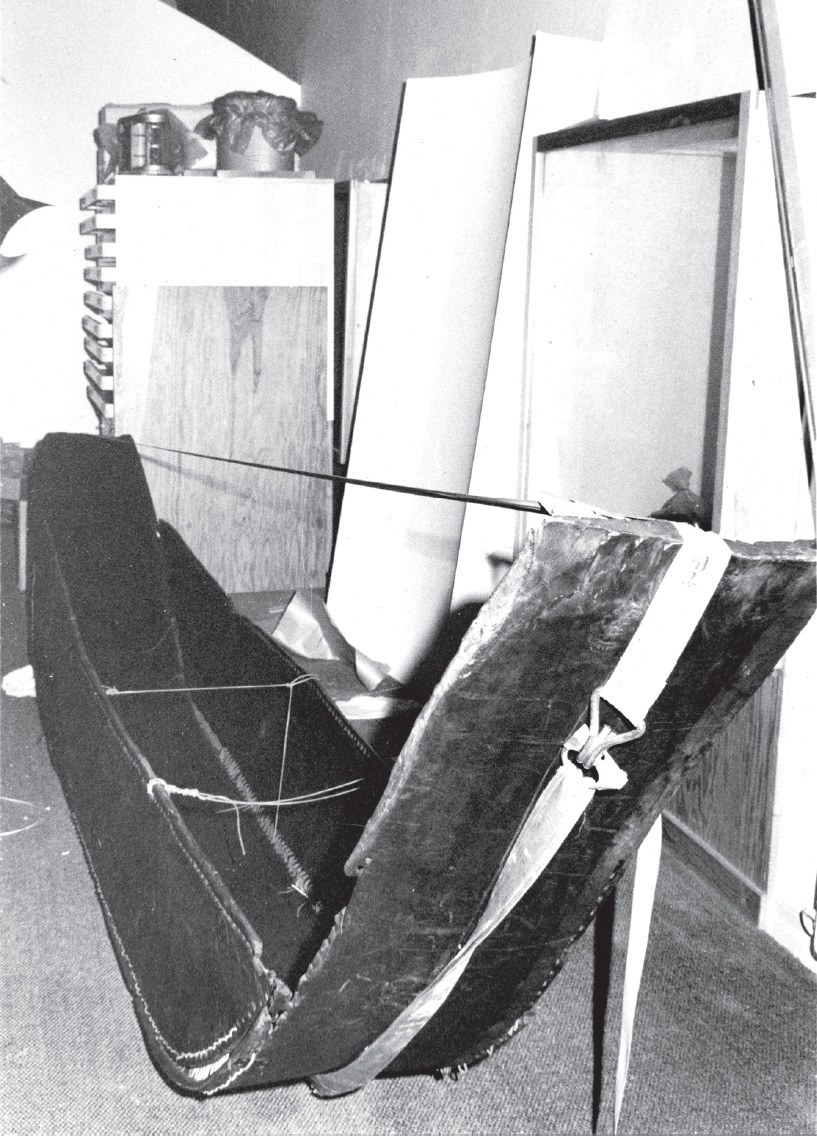
Dalca insalmlad av Carl Skottsberg. Världskulturmuseet, Göteborg.
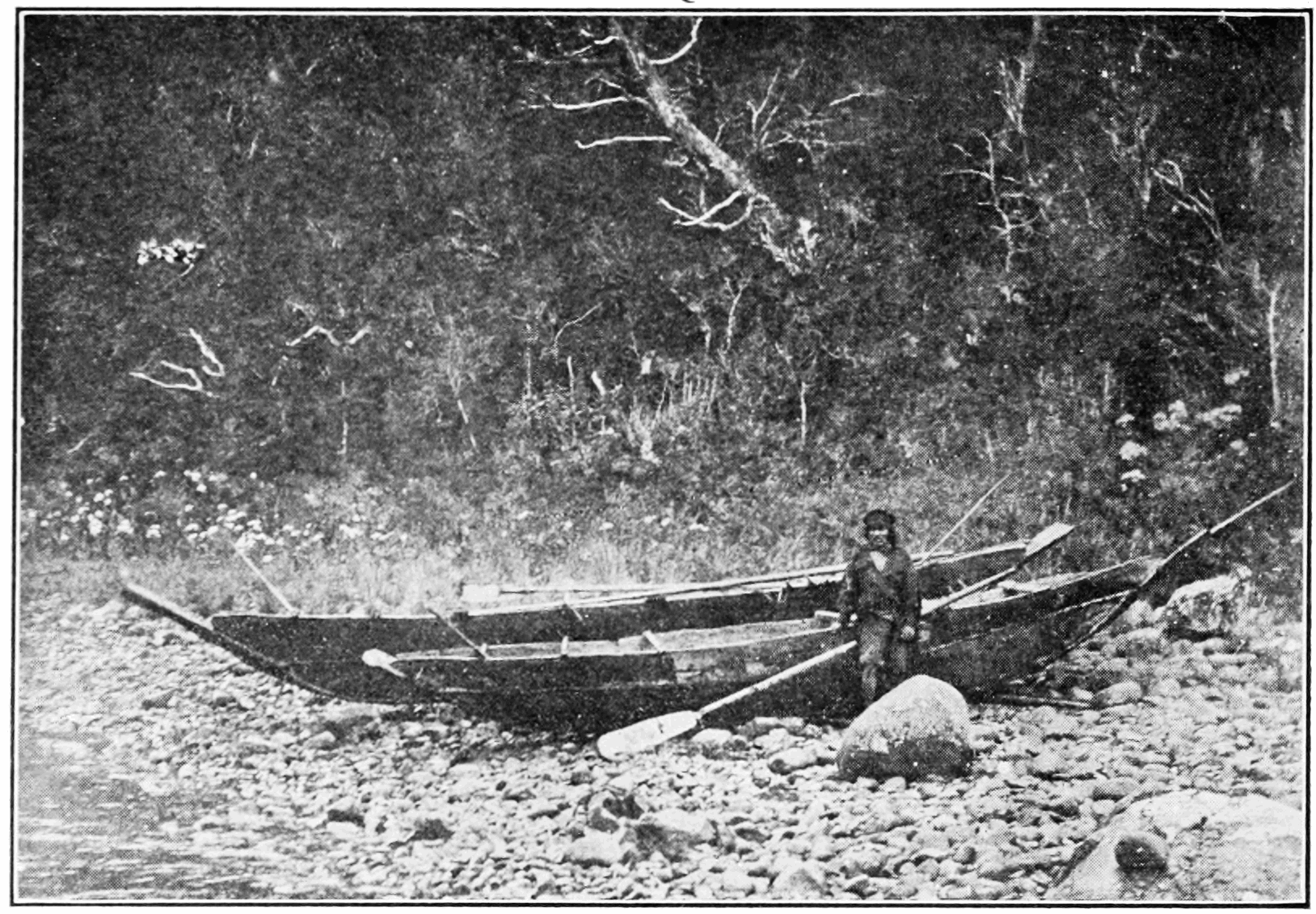
Två dalcakanoter och en man, Magellans sund, 1910. Foto Charles Haskins Townsend eller Thomas Lee.

## Befolkning
Den totala befolkningen är svår att uppskatta men sägs ha varit allt från inte mer än ett par tusen till åtminstone ca 4000-5000 fram till 1800. De har levt mellan Penasbukten (Golfo de Penas) i norr och Brecknockhalvön (Península de Brecknock) i den sydligaste delen av västra Eldslandet. Den nordliga gruppen klarade sig bäst, den sydliga var mer utsatt för närvaron av missionärer och sjukdomar. Liksom andra ursprungsbefolkningar drabbades de hårt av de infektionssjukdomar som kom med europeerna eftersom de saknade immunitet. I slutet av 1800-talet var de endast ca 500 kvar. I början av 1900-talet skrev Carl Skottsberg att deras antal sannolikt bara var några hundra. 1946 var de 100 - 200, 1953 var de 60 och 1971 endast 47.

På 1930-talet flyttades många till Wellingtonön och staden Puerto Edén, för att skydda dem från de destruktiva krafterna från omvärlden. Senare flyttade en del av invånarna längre söderut, till Puerto Natales och Punta Arenas.

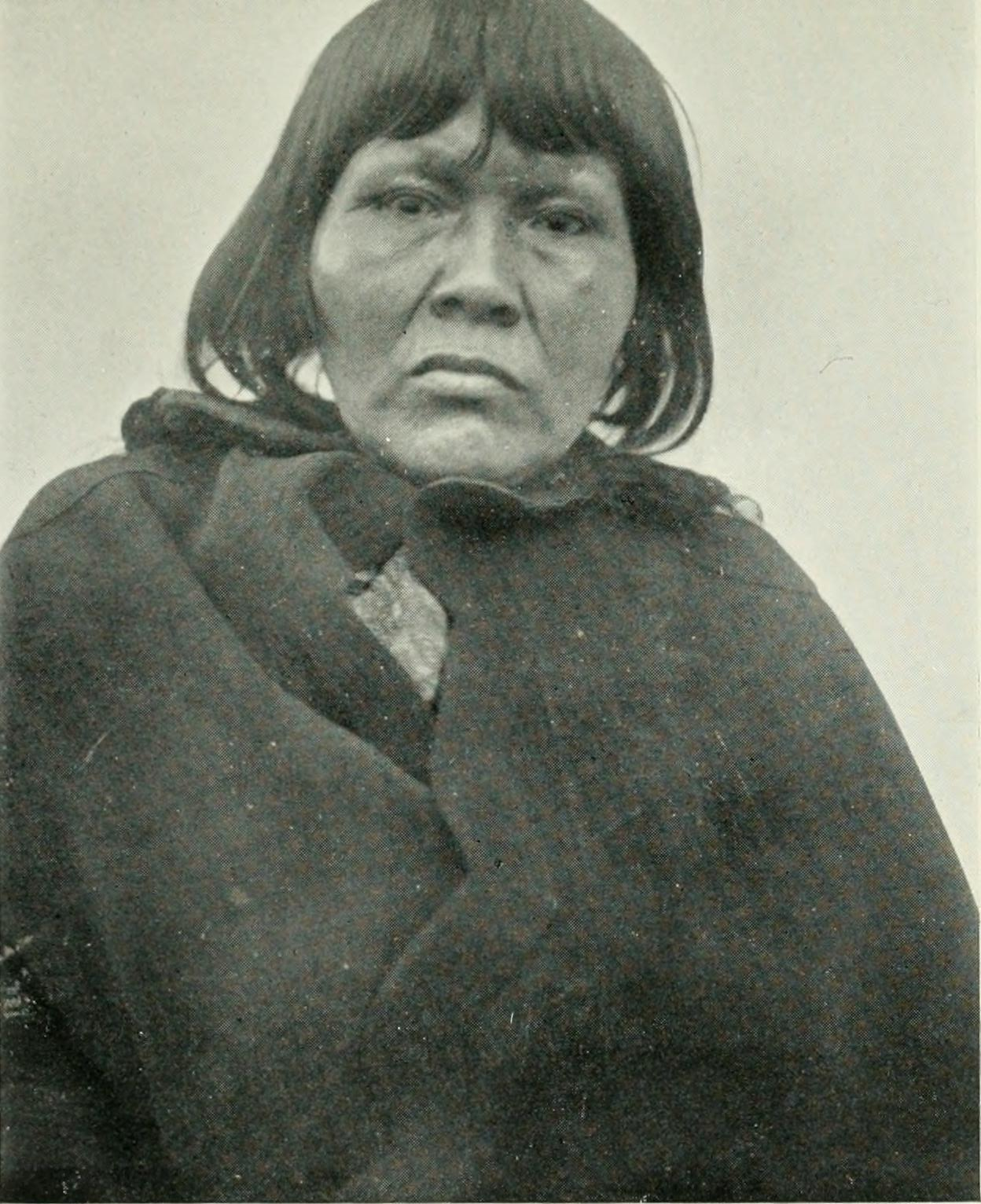
Akichakwarrakwiltee (Emilia), en kvinna från Patagonienkanalerna 1908 som följde med Carl Skottsbergs expedition som tolk.

På 2000-talet finns det få kawésqar kvar. Vid folkräkningen 2002 identifierades dock hela 2 622 personer som kawésqar, då definierade som de som fortfarande utövade sin moderkultur eller talade sitt modersmål. De flesta av dessa betecknades som mestiser med kawésqarförfäder. Endast 17 räknades som "fullblodiga" medlemmar år 2000. Lektioner i kawésqarspråket är en del av den lokala läroplanen, men det är ytterst få som talar modersmålet och som på så vis kan uppmuntra det dagliga bruket.

## Sverige och kawésqar
Flera svenskar har deltagit i expeditioner i slutet av 1800-talet och början av 1900-talet i de områden där kawésqar traditionellt levde vid denna tid. Vanadisexpeditionen passerade i mars 1884 och mötte då två kanoter. Botanikern Carl Skottsberg ledde svenska Magalhãesexpeditionen 1907-1909 under vilken han träffade flera kawésqar. Under båda dessa expeditioner samlades föremål in vilka idag finns på Världskulturmuseet i Göteborg och på Etnografiska museet i Stockholm, bland annat finns två dalca (kanoter) som kommer från Skottsbergs expedition.